# Кааре (Естонія)
Ка́аре (ест. Kaare küla) — село в Естонії, у волості Ляене-Ніґула повіту Ляенемаа.

## Населення
Чисельність населення на 31 грудня 2011 року становила 3 особи.

## Географія
Поблизу села проходить автошлях 159 (Егм'я — Мартна — Куревере).

## Історія
З 1998 року село відновлено як окремий населений пункт.
До 21 жовтня 2017 року село входило до складу волості Мартна.

## Пам'ятки
- Жертовне джерело Раннайие (Rannajõe ohvriallikas) (58°49′28″ пн. ш. 23°48′1″ сх. д. / 58.82444° пн. ш. 23.80028° сх. д.)[3][4].